# Cementerio Imperial Musashi
El Cementerio Imperial Musashi (en japonés: 武蔵陵墓地  Musashi ryōbochi) es el complejo del mausoleo en Hachiōji, al oeste del centro de la ciudad de Tokio, la capital del país asiático de Japón. 
Contiene los mausoleos del emperador Taisho, la emperatriz Teimei, el emperador Showa (Hirohito), y la emperatriz Kōjun los cuales, sin embargo, no se encuentran incinerados como es práctica habitual en el país. Los cuatro mausoleos son, respectivamente, Tama no Misasagi (多摩陵), Tama no Higashi no Misasagi (多摩東陵); Musashino no Misasagi (武藏野陵) y Musashino no Higashi no Misasagi (武藏野東陵).